# 阿诺皮诺镇市镇
阿诺皮诺镇市镇（俄语：Муниципальное образование «Посёлок Анопино»）是俄罗斯联邦弗拉基米尔州古西赫鲁斯塔利内区所属的一个市镇。其下辖有16个居民点，行政中心为阿诺皮诺。据2016年统计，该市镇的人口为3772人。